# 6764 Kirillavrov
6764 Kirillavrov è un asteroide della fascia principale. Scoperto nel 1981, presenta un'orbita caratterizzata da un semiasse maggiore pari a 2,2585254 UA e da un'eccentricità di 0,1393842, inclinata di 7,05741° rispetto all'eclittica.